# アダムとエバ

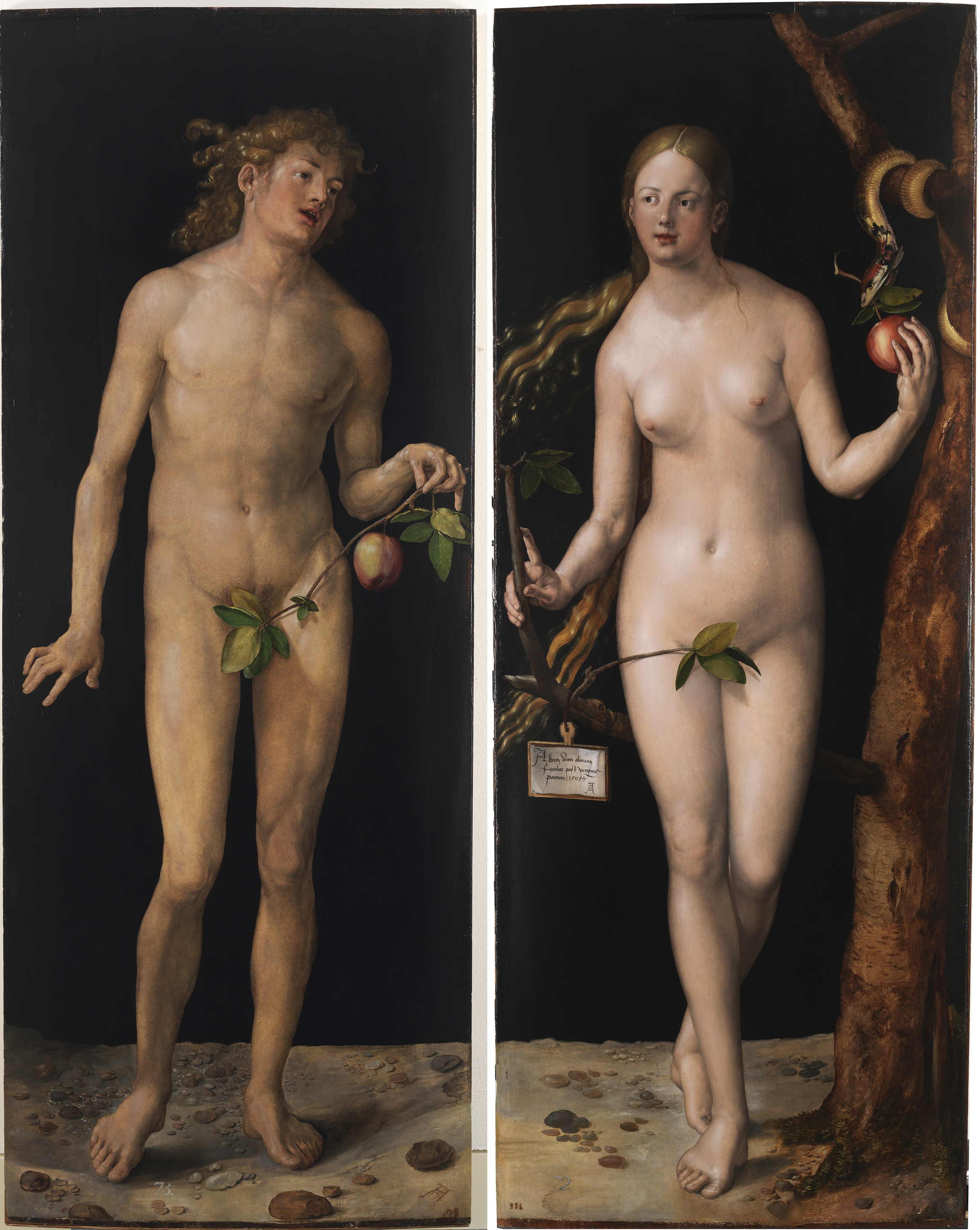
アダムとイヴ（アルブレヒト・デューラー画）

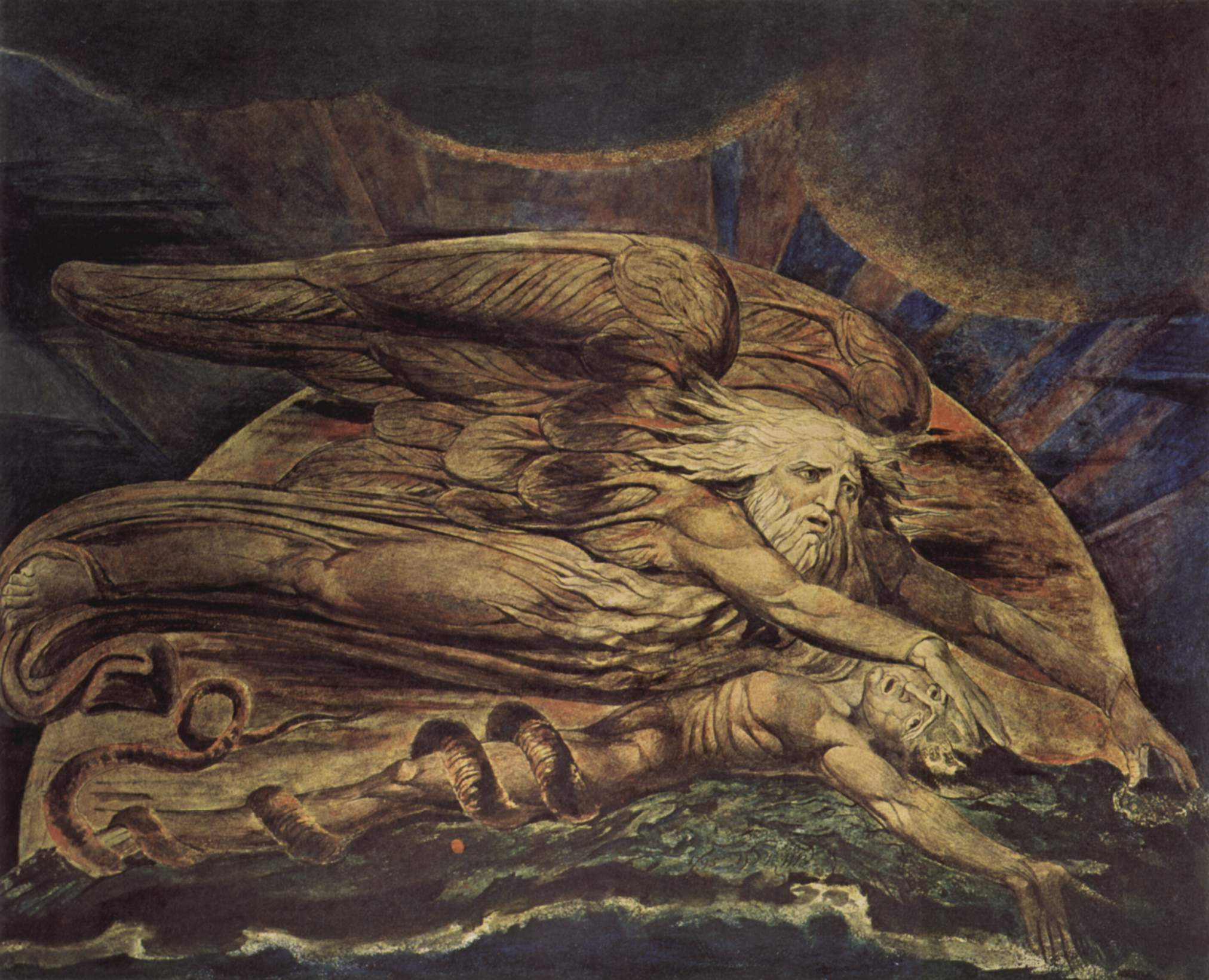
アダムの創造（ウィリアム・ブレイク画）

アダムとイヴは、旧約聖書『創世記』に記された、最初の人間である。天地創造の終わりにヤハウェによって創造されたとされる。
なお、アダム（אָדָם）とはヘブライ語で「土」「人間」の2つの意味を持つ言葉に由来しており、イヴはヘブライ語でハヴァ（חַוָּה）といい「生きる者」または「生命」という意味である。

## 『創世記』

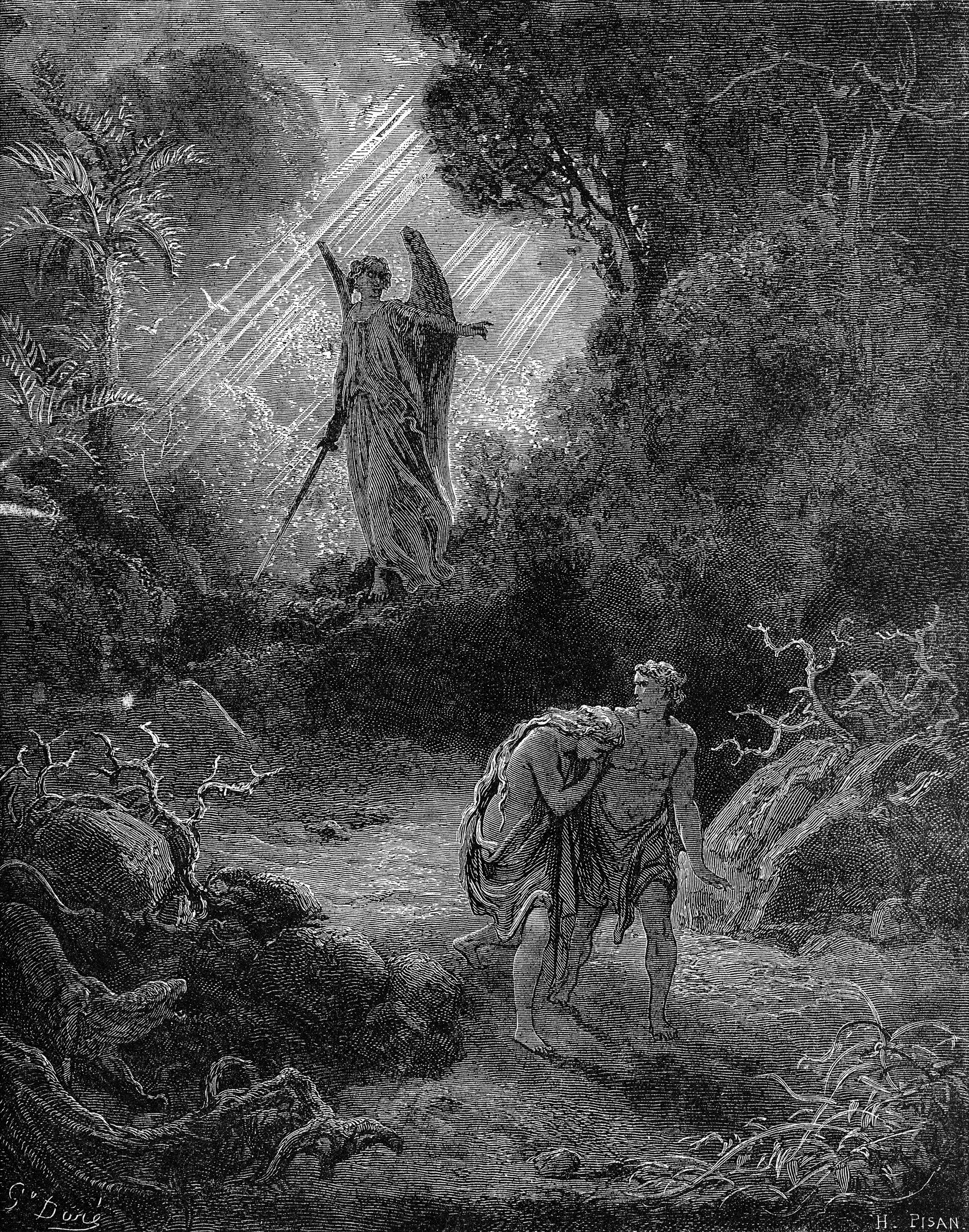
楽園から追放されるアダムとエバ（ギュスターヴ・ドレ画）

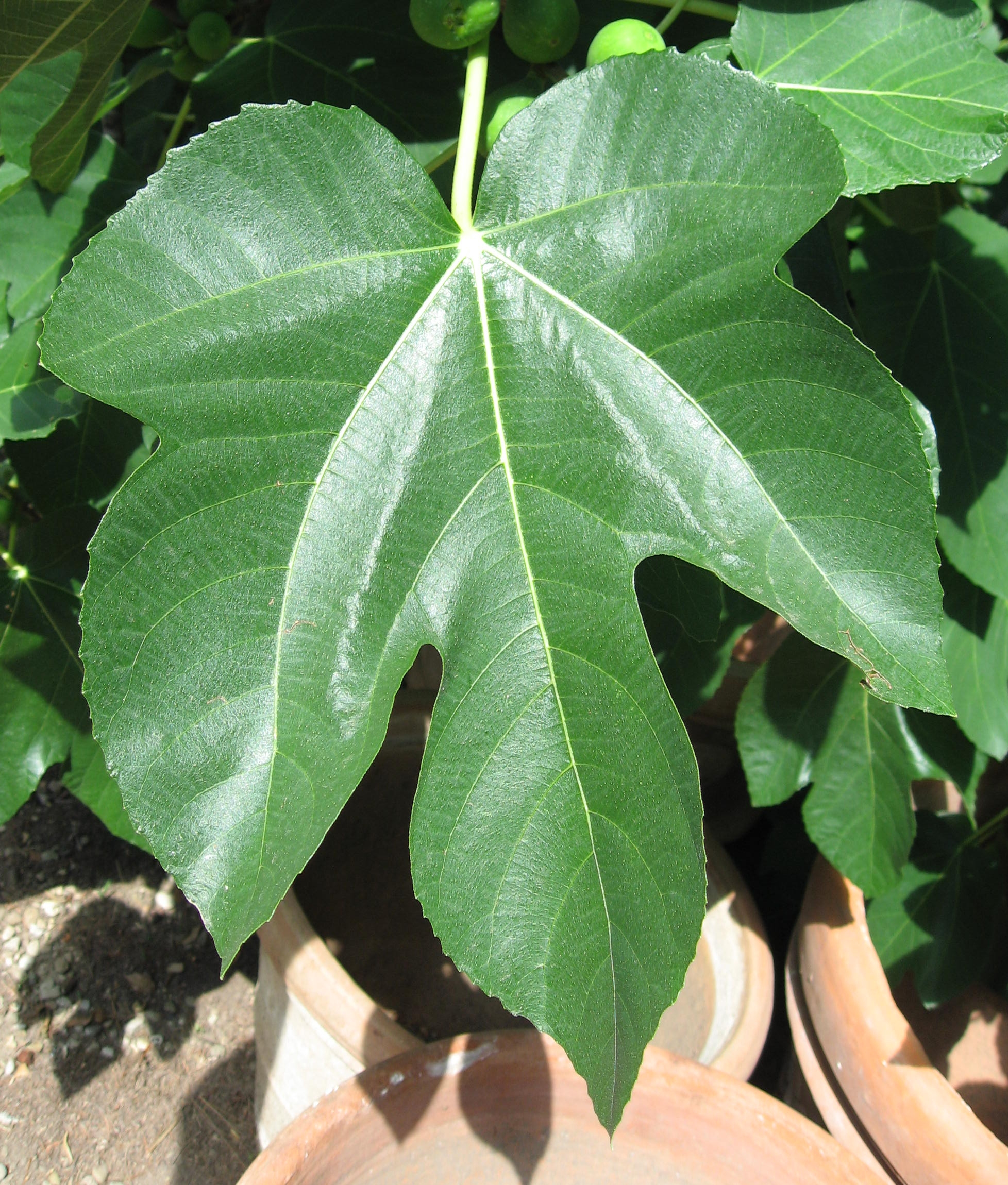
イチジクの葉

旧約聖書『創世記』によると、アダムの創造後実のなる植物が創造された。アダムが作られた時にはエデンの園の外には野の木も草も生えていなかった。アダムはエデンの園に置かれるが、そこにはあらゆる種類の木があり、その中央には生命の木と知恵の木と呼ばれる2本の木があった。それらの木は全て食用に適した実をならせたが、主なる神はアダムに対し善悪の知識の実だけは食べてはならないと命令した。なお、命の木の実はこの時は食べてはいけないとは命令されてはいない。その後、女（ハヴァ）が創造される。蛇が女に近付き、善悪の知識の木の実を食べるよう唆す。女はその実を食べた後、アダムにもそれを勧めた。実を食べた2人は目が開けて自分達が裸であることに気付き、それを恥じてイチジクの葉で腰を覆ったという。
この結果、蛇は腹這いの生物となり、女は妊娠と出産の苦痛が増し、また、地（アダム）が呪われることによって、額に汗して働かなければ食料を手に出来ないほど、地の実りが減少することを主なる神は言い渡す。アダムが女をハヴァと名付けたのはその後のことであり、主なる神は命の木の実をも食べることを恐れ、彼らに衣を与えると、2人を園から追放する。命の木を守るため、主なる神はエデンの東にケルビムときらめいて回転する炎の剣を置いた。
その後、アダムは930歳で死んだとされるが、ハヴァの死については記述がない。また、「善悪の知識の木」の実（禁断の果実）はよく絵画などにリンゴとして描かれているが、『創世記』には何の果実であるかという記述はない。
17世紀のイギリス人作家ジョン・ミルトンは、この物語をモチーフにして『失楽園』を書いている。

## キリスト教
キリスト教では、失楽園の物語は「原罪」として宗教的に重要な意味を与えられる。新約聖書では、アダムは騙されなかったとしてアダムの罪の大きさを指摘する他、イエス・キリストを「最後のアダム」と呼ぶなど、アダムへの言及が各所に見られる。また、エバを騙した蛇はサタンであるとされる。なお、アダムは正教会で聖人に列せられている。
アウグスティヌスは『神の国』14巻11章で、エバは惑わされて罪を犯したが、アダムはハヴァに譲歩したために罪を犯したと解説している。また『神の国』22巻17章で、女（ハヴァ）が男（アダム）からつくられたのはイエス・キリストについての預言であり、アダムの眠りがキリストの死を表し、十字架につけられたイエス・キリストの脇腹から血と水が流れ、そこから教会が立てられたのであり、女が男から作られたことは教会の一致を表しているとしている。そして『神の国』22巻24章で、人間が堕落したにもかかわらず、神は子供を産む祝福を奪われなかったと教えている。
また、福音派でも「女の真の定義は男からとられた者」「男の一部」であり、パウロはアダムとエバの類比をキリストと教会の関係に当てはめているとされる。「女はアダムのわきからとられた。教会が出てくるのは、主の傷ついて血のにじむわきからである。」そのため人は妻と結ばれて「一心同体」になるのであり、教会はキリストの花嫁と呼ばれている。エバは頭であるアダムに相談せずに、自分で判断したために堕落した。創造の秩序から女性が上に立ってはならないと教えられている。

## ユダヤ教
ユダヤ教においては、アダムとエバは全人類の祖とみなされてはいない。天地創造の際に神は獣、家畜、海空の生き物と同時に神の似姿の人間を創造し、アダムの誕生とは区別して記述されているからである。アダムはあくまでもユダヤ人の祖であり、その他の人類は魂（命の息）を吹き入れられていない、つまり本当の理性を持たない人であり、ゴイムとされる。神の民族がその他人類と交わり、子孫を残していく記述が聖書に散見されるが、その中でも律法を守り、神に従う者がアダムの直系であるアブラハムの民であり、イスラエル（ヤコブ）、ユダヤの民とされる。

## 外典他
『ヨベル書』によれば、アダムとエバはエデンの園で7年間手入れと管理を行っていた。4月の新月に追放され、エルダ（アダムとエバ起源の地）に住みつき農耕を始めた。長男カイン（第二ヨベル第3年週誕生）は長女アワン（第二ヨベル第5年週誕生）と、三男セト（セツ、第二ヨベル第5年週の第4年誕生））は次女アズラ（第二ヨベル第6年週誕生）と結婚した。なおアベル、エノクの他男女8人の子がいた。
『アダムとイヴとサタンの対立』によれば、アダムとエバの間に最初に生まれた娘はルルワであり、彼女はカインの双子の姉妹として生まれた。また、次女としてアベルの双子の姉妹であるアクレミアがいた。そこにセトを加えた5人が子供全員だった。
『アダムとエバの生涯』（『モーセの黙示録』）によれば追放の際サフラン、カンショウコウ、ショウブ、シナモン他の種を持っていくことを許可された。また追放後も大天使ミカエルにより種をもらったり、エバの出産を助けてもらうなどしている。息子30人と娘30人もうけたという。追放後18年2ヶ月後子供が生まれた。
グノーシス主義オフィス派の『バルク書』によれば、第二の男性原理エロヒム（万物の父）の天使が、第三の女性原理エデンまたはイスラエル（体は女性、足は蛇身）の女性体の部分の土からアダムを創り（蛇身の土から動物を創った）、エデンが魂を、エロヒムが霊を置いた。エバも同様にエデンに似せて創られエデンが魂を、エロヒムが霊を置いた。そのあと産めよ増やせよ地に満ちよと命じられた。『アルコーンの本質』によれば、イヴはアルコーンから恋情を抱かれるが、これを相手にしなかった。エバはセトを産んだ後に、娘のノーレアを産んだ。

## イスラム教
アラビア語で書かれた『クルアーン』（コーラン）では、エロヒムはアッラーフと、アダムはアーダム（آدم、Ādam）と呼ばれ、人の祖にして最初の預言者として登場する。イスラム教ではアーダムは「人の父」と称され、人を総称するときは「アーダムの子ら」という語が使われ、「アーダムの」といえば「人の」という意味にもなる。エバ（イブ）すなわちアーダムの妻はハウワー（حواء、Khawwah）と呼ばれるが、『クルアーン』にはその名前は直接に言及されていない。
『クルアーン』によれば、アーダムはアッラーフの地上における「代理人（ハリーファ）」として土から創造されたという。天使たちは人を地上に置くと地上で悪をなすと反対したが、アッラーフは最初の人としてアーダムを創造し、万物全ての名称を教えた。そのため天使ですらも万物の名はアーダムから教わり、彼に平伏したという。しかしアーダムはイブリースの言葉に惑わされて、妻とともにアッラーフに食べることを禁じられていた楽園の果樹の実を食べてしまった。二人はこれを悔いてアッラーフに悔悟し、罪を許されたものの、楽園を追放されて地上に下された。『クルアーン』の伝える物語は、『創世記』の失楽園物語と比較すると、果実を食べるよう誘ったのが蛇ではなく悪魔である点、妻がアーダムを唆したのではなく夫婦揃って悪魔に騙された点、アーダムの妻がいつ作られたかが明示されていない点、等の違いがある。
その後、2人は地上で子をもうけ、人類の祖となったとされる。なお、『クルアーン』には記述されていないが、イスラム教の伝承によれば、地上に降りた2人は初め別れ別れであったが、地球に落ちてから20年のちにメッカ郊外のアラファト山で再会することができたという。